# Musculus multifidus cervicalis
A musculus multifidus cervicalis egy izom az ember nyakcsigolyái között.

## Eredés, tapadás, elhelyezkedés
A nyakcsigolyák processus articularis inferior vertebrae-ről és a processus articularis superior vertebraeről ered. A csigolya processus spinosus vertebrae-én tapad.

## Funkció
Stabilizálja a gerincet, forgat, feszít.

## Beidegzés
A ramus posterior nervi spinalis idegzi be.

## Külső hivatkozások
- Kép, leírás
- Leírás (alulról az ötödik)